# Shower (film, 1999)
Pour les articles homonymes, voir Shower.
Pour plus de détails, voir Fiche technique et Distribution.
Shower (洗澡, Xizao) est un film chinois réalisé par Zhang Yang, sorti en 2000.

## Synopsis
L'histoire se passe dans une famille pékinoise composée d'un père, et de ses deux fils. L'un des fils choisit de partir pour le sud (Shenzhen), où il est homme d'affaires. Le deuxième, handicapé mental, est sous la garde du père, gérant d'une station de bains publics dans laquelle plusieurs habitants du quartier aiment se retrouver. Un jour, le fils aîné est de retour, pensant que son père vient de décéder... S'ensuit un séjour plein de surprises et d'enseignements pour celui qui avait donné la priorité à sa carrière.

## Fiche technique
- Titre : Shower
- Titre original : 洗澡, Xizao
- Réalisation : Zhang Yang
- Scénario : Cai Shangjun, Diao Yi'nan, Huo Xin, Liu Fendou, Zhang Yang
- Direction artistique : Meng Tian
- Musique : Xiaogang Ye
- Photographie : Jian Zhang
- Montage : Hongyu Yang
- Production :  Peter Loehr
- Sociétés de production : Imar Film et  Xi'an Film Studio
- Pays d'origine :  Chine
- Format : Couleurs - 1,85:1 - Dolby Digital - 35 mm
- Genre : Comédie dramatique
- Durée : 92 minutes
- Date de sortie : 2000

## Distribution
- Jiang Wu : Liu Erming
- Zhu Xu : Le vieux Liu
- Pu Cun Xin : Liu Daming
- He Zheng : He Bing
- Lao Lin : Li Ding
- Zhang Jin Hao : Bei Bei

## Autour du film
Le film Shower a été soumis à la censure en Chine. Dans une scène du film, dans une douche, des hommes nus de dos se baladaient en arrière-plan, mais en Chine ce procédé d'authenticité est encore interdit. Le réalisateur est confus, et espère qu'un jour la Chine prendra exemple sur les civilisations européennes ...
Shower a été très bien reçu par la critique internationale : prix FIPRESCI au Festival de Toronto, prix du public à Rotterdam, Coquillage d'argent et prix OCIC au Festival de Saint Sébastien, prix du meilleur film et du meilleur réalisateur au Festival de Seattle en l'an 2000...
Pour le rôle de Liu Erming, Zhang Yang voulait engager un vrai autiste, mais finalement, l'acteur Jiang Wu a fait le forcing pour qu'on lui donne le rôle.

## Récompenses
Le film a été très primé, par exemple :
- Alexandre d'or au Festival international du film de Thessalonique 1999
- Prix FIPRESCI du Festival de Toronto
- Grand Prix Hydro-Québec, Festival du cinéma international en Abitibi-Témiscamingue, 2000.
- Prix du meilleur réalisateur à Saint-Sébastien
- Prix du meilleur film, et du public à Seattle

## Référence
- Présentation et critique du site Ici la Chine